# 콘다민강

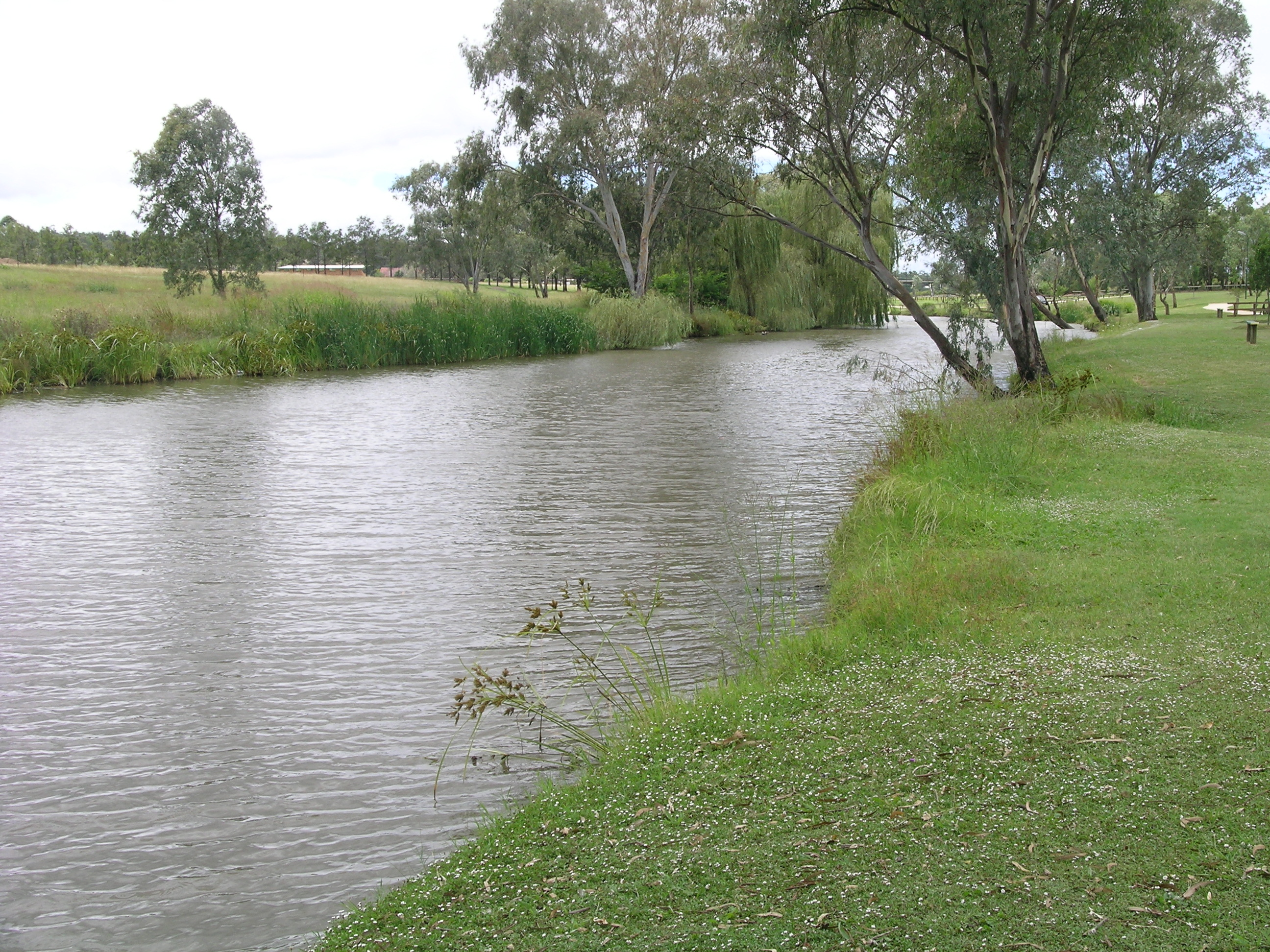

콘다민강(Condamine River)은 머레이-달링 분지에 있는 강의 이름으로서 오스트레일리아의 퀸즐랜드주에 위치한다. 남동 지방에서 가장 높은 봉우리인 수퍼버스산에서 발원한다. 발원지가 퀸즐랜드 해안에서 100 km밖에 차이가 나지 않지만 북쪽에서 동쪽으로 흘러간다.
콘다민강은 킬라니와 워릭 지역을 통하여 흘러간다. 지류는 터움바 지역으로 흘러간다. 퀸즐랜드의 로마 지역 남쪽으로 50 km 지점 부근에서 수원의 방향이 남동쪽으로 틀어진다.
최근 콘다민강 인근의 지류 상당수가 가뭄으로 피해를 보고 있다는 보도가 잦다. 그 이유는 인근의 습지 감소가 주된 이유인 것으로 보인다.

## 역사
콘다민강이라는 명칭은 1827년 랄프 달링 행정관의 부속 탐험대였던 알란 커닝햄이 지은 것이다. 이 지역에서는 패트릭 레슬리라는 사람이 최초로 머물렀다고 보고되고 있으며 1940년에 그가 워릭 근처에 캐닝 던 마을을 만들었다고 전한다.